# Genetta pardina
Genetta pardina is een zoogdier uit de familie van de civetkatachtigen (Viverridae). De wetenschappelijke naam van de soort werd voor het eerst geldig gepubliceerd door I. Geoffroy Saint-Hilaire in 1832.

## Voorkomen
De soort komt voor in Burkina Faso, Ivoorkust, Gambia, Ghana, Guinee, Liberia, Mali, Niger, Senegal en Sierra Leone.